# 天吉

天吉（てんきち）は、神奈川県横浜市中区の関内駅近くにある天ぷら店である。サザンオールスターズの原由子の実家としても知られる。

## 歴史
1872年（明治5年）創業。創業者の原庄蔵は川崎の武蔵小杉出身で、江戸時代末期から明治の初めにかけては屋台で営業していた。横浜への進出当初は関内の住吉町を拠点に営業を始め、後に真金町の遊郭に近い山田町に移った。当時は天ぷらではなく、アナゴやコハダを揚げた料理を提供した。2代目の元吉は当時流行した正ちゃん帽をかぶり、ユーモアあふれるジェスチャーを行って「天吉」の名を広く知らしめた。
3代目の源蔵の代に、賑町（現在の伊勢佐木町4丁目）で関東大震災に遭う。第二次世界大戦の戦前から戦中にかけては横須賀海軍武官府指定食堂として営業した。1945年には戦争で被災したが、翌1946年にはバラックで営業を再開した。1956年12月10日には現在地の港町2丁目に店を構えた。原由子によると、現在地への進出は自身の誕生日（1956年12月11日）の前日に行われており、1998年の著書『娘心にブルースを』では「みんなが大忙しのさなか、どさくさにまぎれて私が生まれた」と述懐している。1956年に現在地に進出した当初は周辺は焼け野原であったが、近接地に1959年に横浜市庁舎が完成し、1964年には根岸線関内駅が開業して周辺が発展していった。現在の店舗は2005年前後に建て替えられたものである。

## 特徴
店舗は関内桜通りに面した1店のみで、多店舗展開は行わない方針である。
看板メニューの「濱天丼」には紋甲イカ、シロギス、小柱と芝海老の入ったやや小ぶりのかき揚げとシシトウが乗っている。三代目の源蔵が考案したかき揚げは貝柱・シバエビ・三つ葉が入っており、五代目に代替わりした現在でも提供している。揚げ油は、ごま油とピーナッツオイルをブレンドしたものを使用している。魚介類は、かつては本牧の海で獲れたものを使用していたが、のちに築地市場での仕入れに切り替えられた。
五代目の茂男は、食文化を通じた生活習慣病予防啓発活動に協力したことにより、2017年に横浜市から表彰を受けた。